# Only Motor Car Company
Die Only Motor Car Company war ein US-amerikanischer Automobilhersteller. Der Markenname war Only.

## Unternehmensgeschichte

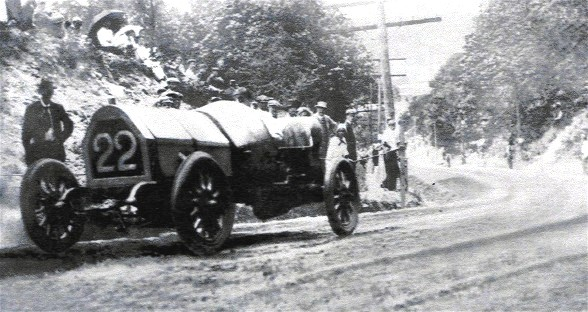
1910 Only 12 HP Model A Racytype Torpedo am Port Jefferson Hill Climb (1910)

Das Unternehmen wurde vom französischen Konstrukteur François M. Richard angeregt und von Fred W. Edwards, Fred Seymour und Henry N. Dickinson finanziert. Richard hatte an der Weltausstellung 1900 in Paris eine Goldmedaille für den angeblich ersten Zweitaktmotor erhalten und an der folgenden eine für seinen patentierten Vergaser.
Das erste Modell war ein sehr sportlicher Zweisitzer mit Richards verbessertem Einzylindermotor; folgerichtig war ein früher Markenslogan Only One Cylinder. Das Fahrzeug hatte auch eine ungewöhnliche Position für Fahrer und Beifahrer weit hinten im Fahrgestell und praktisch oberhalb der Hinterachse. Je nach Quelle hieß dieses erste und bis auf weiteres einzige Modell entweder Racytype Torpedo oder Only Model A; letzteres ist ab 1911 allgemein belegt. Der Preis war mit 700 US-Dollar sehr attraktiv; ein wenig sportlicher Ford Modell T Runabout mit 2,8 Liter-Vierzylindermotor und 22 bhp (16,4 kW) Leistung kostete 1910 900 Dollar. Die Preise für 30-PS-Wagen begannen ab etwa 1400 Dollar.
Ebenfalls 1911 wurde dem Speedster mit dem Model F 4-passenger Torpedo eine viersitzige Version mit dem gleichen Radstand von 104 Zoll (2642 mm) zur Seite gestellt. Es gibt keine Abbildung; möglicherweise wurde nur ein Exemplar gebaut. Bei dieser Version muss der Fahrersitz deutlich nach vorn gerückt worden sein, um Platz für die zweite Sitzreihe zu schaffen. Die Preise betrugen nun 800 Dollar für den Speedster und 1050 Dollar für den Viersitzer.
1912 stellte Richard einen deutlich größeren Nachfolger mit einem Radstand von 112 Zoll (2845 mm), einer gewöhnlicheren Sitzposition und einem neuen, hauseigenen Vierzylindermotor vor. Das Fahrzeug erschien in zwei Versionen. Die eine wurde etwas verwirrend als Model A Raceabout bezeichnet, die andere, Model B, war ein konventioneller Touring.
Nur wenige dieser Vierzylindermodelle wurden gebaut, dann fanden die Verantwortlichen, dass der Markenname nicht mehr passte. Zudem kämpfte das Unternehmen mit massiven Finanzproblemen.

## Metropol Motors Corporation
Weil das Vertrauen in Richards Konstruktion immer noch vorhanden war, beschloss die Geschäftsleitung, eine leicht überarbeitete Version unter einem neuen Namen auf den Markt zu bringen. Daher gründeten die gleichen Personen, die bereits an der Only Motor Car Company beteiligt gewesen waren, die Metropol Motors Corporation. Das neue Unternehmen erhielt frisches Kapital sowie eigene Räumlichkeiten und begann mit dem Bau des Metropol Model C. Dieser entsprach bis auf den um drei Zoll verlängerten Radstand und eine überarbeitete Karosserie dem bisherigen Only-Vierzylindermodell. Zunächst wurde nur der Roadster angeboten.
Gemäß einer anderen Quelle wurde die Only Motor Car Company 1913 als Metropol Motors Corporation neu organisiert. Dazu passt allerdings nicht, dass die Only-Anlagen bereits Mitte 1913 verkauft und umgenutzt worden waren, während andererseits der Metropol noch ein Jahr lang weitergebaut wurde.

## Das Ende
Die Insolvenz der Only Motor Car Company, die sich schon seit längerem angekündigt hatte, trat im Frühling 1913 ein. Es wurden Schulden von 148.405,96 Dollar festgestellt, von denen nur etwa die Hälfte durch Guthaben gedeckt waren. Die Anlagen wurden bereits im Juli an die Maxim Tri-Car Manufacturing Company verkauft.

## Modellübersicht
| Modell A.L.A.M.-Rating              | Bauzeit   | Motorbauform und Ventilsteuerung | Hubraum                 | Leistung        | Radstand          | Karosserie         | Preis           |
| ----------------------------------- | --------- | -------------------------------- | ----------------------- | --------------- | ----------------- | ------------------ | --------------- |
| Only Model A Racytype Torpedo 12 HP | 1909–1911 | Einzylinder, SV-Ventilsteuerung  | 206,3 cu in (3.381 cm³) | 12 PS (8,8 kW)  | 104 in (2.642 mm) | Roadster, 2 Sitze  | 700 US$ 800 US$ |
| Only Model F 12 HP                  | 1911      | Einzylinder, SV-Ventilsteuerung  | 206,3 cu in (3.381 cm³) | 12 PS (8,8 kW)  | 104 in (2.642 mm) | Torpedo, 4 Sitze   | 1050 US$        |
| Only Model A 30 HP                  | 1912–1913 | R4, T-Kopf                       | 446,9 cu in (7.323 cm³) | 90 PS (66,2 kW) | 112 in (2.845 mm) | Raceabout, 2 Sitze | 1000 US$        |
| Only Model B 30 HP                  | 1912–1913 | R4, T-Kopf                       | 446,9 cu in (7.323 cm³) | 90 PS (66,2 kW) | 112 in (2.845 mm) | Touring            | 1250 US$        |

Rating nach N.A.C.C.: Die N.A.C.C. (National Automobile Chamber of Commerce) war eine Herstellerorganisation, deren Vorläuferin die ersten Normen für Motorfahrzeuge in den USA einführt hatte. HP nach N.A.C.C. bauen darauf auf; diese Daten sind errechnet, nicht gemessen.

## Rennsport

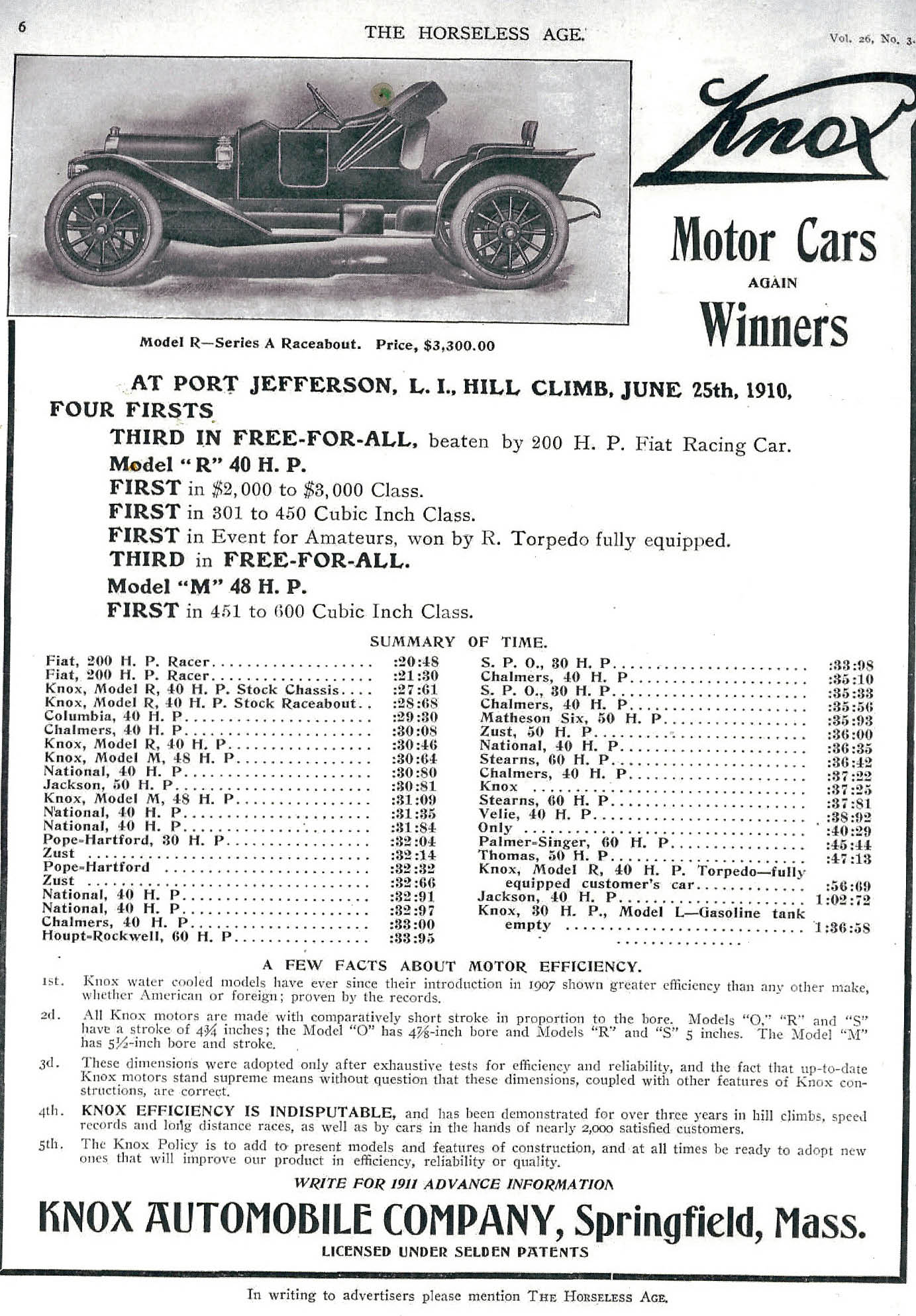
Anzeige von Knox mit Ergebnissen des Port Jefferson Hill Climb (1910)

Der Automobile Club of Port Jefferson organisierte im Juni 1910 eine Bergprüfung („Hill Climb“). Die Strecke war 2000 Fuß (610 m) lang. 67 Fahrzeugen traten in 16 Rennen gegeneinander an. Richard war anscheinend an der Vorbereitung beteiligt, und auch ein Only Model A nahm teil. Fahrer war ein Mr. Sloat. Es gab Klassen nach dem Listenpreis der Fahrzeuge wie auch nach Hubraumgröße und eine offene „Free-For-All“-Klasse, in der auch Sloat als Außenseiter startete. Sieger in dieser Klasse wurde Ralph DePalma in einem Fiat-Grand-Prix-Rennwagen mit einer Zeit von 20:48 Sekunden. Der Only wurde mit einer Zeit von 40:48 Sekunden Zehnter. Das Rennen wurde 2010 als Revival-Veranstaltung wiederholt.